# ایمجین سافت‌ور
ایمجین سافت‌ور (انگلیسی: Imagine Software) شرکت بازی ویدئویی بریتانیایی است، که در سال ۱۹۸۲ تأسیس شد.